# قشقاي

خيمة للقشقاي من الداخل

قشقاي (بالفارسیة: ایل قشقایی) قبائل من التركمان في إيران يستوطنون مدن شيراز وأصفهان لاسيما الجزء الشمالي من محافظة فارس في جنوبي إيران يبلغ عددهم 1.5 مليون نسمة وهم يتكلمون اللغة التركية، ويعيش أفراد القشقاي ضمن عدة قبائل رعوية.

## القبائل الرئيسية لاتحاد قشقاي القَبَلي
يتكون اتحاد قشقاي القَبَلي من خمس قبائل رئيسية من بينها الأمالي ودارشوري وقشقولو وفارسيمادان.

### قبيلة أمالي أو أمالة
كان الناس من قبيلة أمالي في الأصل محاربين وعمال تابعين لمنزل إيلخاني، أو زعيم قبيلة؛ يجري تجنيدهم من مختلف قبائل قشقاي للعمل بمثابة حارس شخصي للزعيم. بحلول عام 1956، كانت قبيلة أمالي تتألف مما يقارب 6000 أسرة.

### قبيلة دارشوري/ديريشيرلو/ديرشوري
يقال أن قبيلة دارشوري انضمت إلى اتحاد قشقاي القَبَلي أثناء حكم كريم خان زاند (1163-93/1750-79). ووفقًا لإحصائيات الحكومة الفارسية، فقد بلغ عدد الأسر داخل قبيلة دارشوري حوالي 5169 أسرة، أو 27396 شخص في عام 1360. اشتُهر أفراد قبيلة الدارشوري بأنهم «أفضل مربي الخيول من بين القبائل الأخرى». وقد أدّت سياسة التوطين القسري للقبائل البدوية التي اتَّبعها رضا شاه بهلوي (1304 – 20/1925 – 41) إلى خسارة 80–90 في المائة من خيول دارشوري، ولكن حققت القبيلة ازدهارًا جديدًا بعد الحرب العالمية الثانية. بالإضافة إلى أن رضا شاه بهلوي قد أعدم حسين خان دارشوري زعيم أسرة دارشوري بهدف استعادة السيطرة على إقليم فارس الذي كان تحت حكم قبيلة دارشوري أثناء إمبراطورية الغار.

### قبيلة قشقولو أو قشقولي
أثناء الحرب العالمية الأولى، أيّد الزعيم قشقولي البريطانيين ودعمهم في معركتهم ضد إسماعيل خان والحليف الألماني فيلهلم فاسموز. وبعد انتهاء الحرب، عاقب إسماعيل خان الزعيم قشقولي وطرد جميع من عارضه و «تعمَّد تفكيك وإفقار قبيلة قشقولي». ثم انفصل الأفراد المواليين للسلطان إسماعيل عن القبيلة الرئيسية وأصبحوا يشكلون قبائل مستقلة من بينهم قبيلة قشقولي قوشاق (قشقولي الصغيرة) وقبيلة قاراشاي. أما القبيلة الأخرى فقد أصبحت تُعرف باسم قبيلة قشقولي بوزورغ (قشقولي الكبيرة). تألفت قبيلة قشقولي بوزورغ من 862 4 أسرة حسب إحصائيات عام 1963. وكما لاحظ أوليفر جارود، فإن قشقولي بوزورغ «اشتهرت بصنع بطانيات الجاجيمز أو التارتان الصوفية، فضلًا عن الجودة العالية التي تتميز بها سجاداتهم وزخارف الزينة».

### قبيلة إيمور أو فارسيمادان
يزعم أفراد هذه القبيلة بأنهم أتوا من إقليم فارس في الأصل، ذلك أن قبل انتقالهم إلى بلاد فارس الشمالية تمركزوا في كالاجستان، وهي منطقة تقع جنوب غرب طهران في أواخر القرن السادس عشر. في أكتوبر عام 1590، تمت معاقبة زعيمهم أبو القاسم بيغ وبعض من أتباعه بسبب انضمامهم ليعقوب خان حاكم بلاد فارس، في ثورة ضد الشّاه عباس الأول. يُقدَّر عدد أفراد هذه القبيلة حوالي 2715 أسرة أو 12394 فرد في عام 1982.